# میساتو ناکامورا
میساتو ناکامورا (انگلیسی: Misato Nakamura؛ زادهٔ ۲۸ آوریل ۱۹۸۹) یک جودوکار اهل ژاپن است.
وی در مسابقات کشوری و بین‌المللی در مجموع برندهٔ ۵ مدال طلا، ۱ مدال نقره، ۳ مدال برنز شده‌است.